# Pâtisserie algérienne

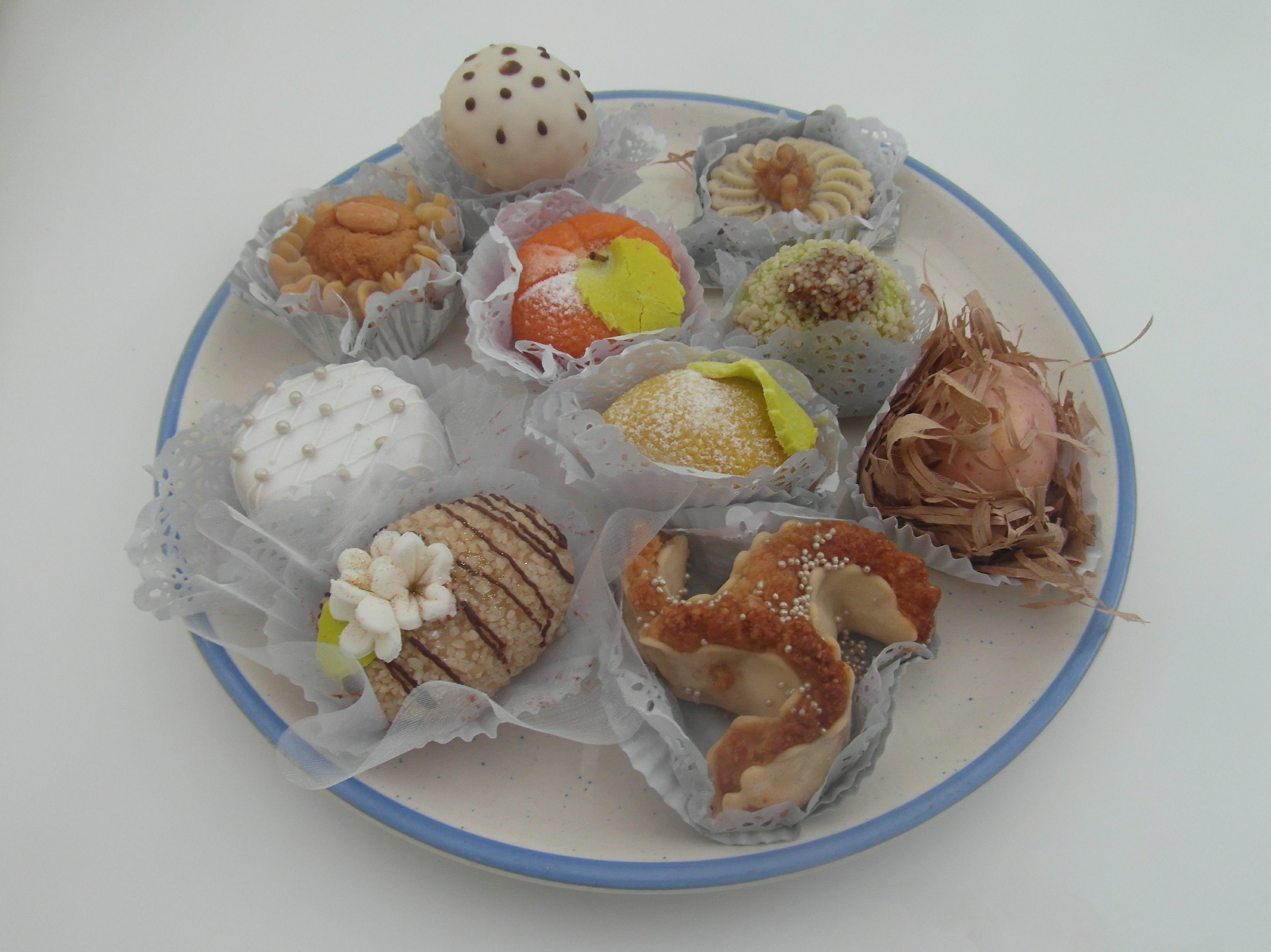
Gâteaux fantaisie aux amandes de Constantine

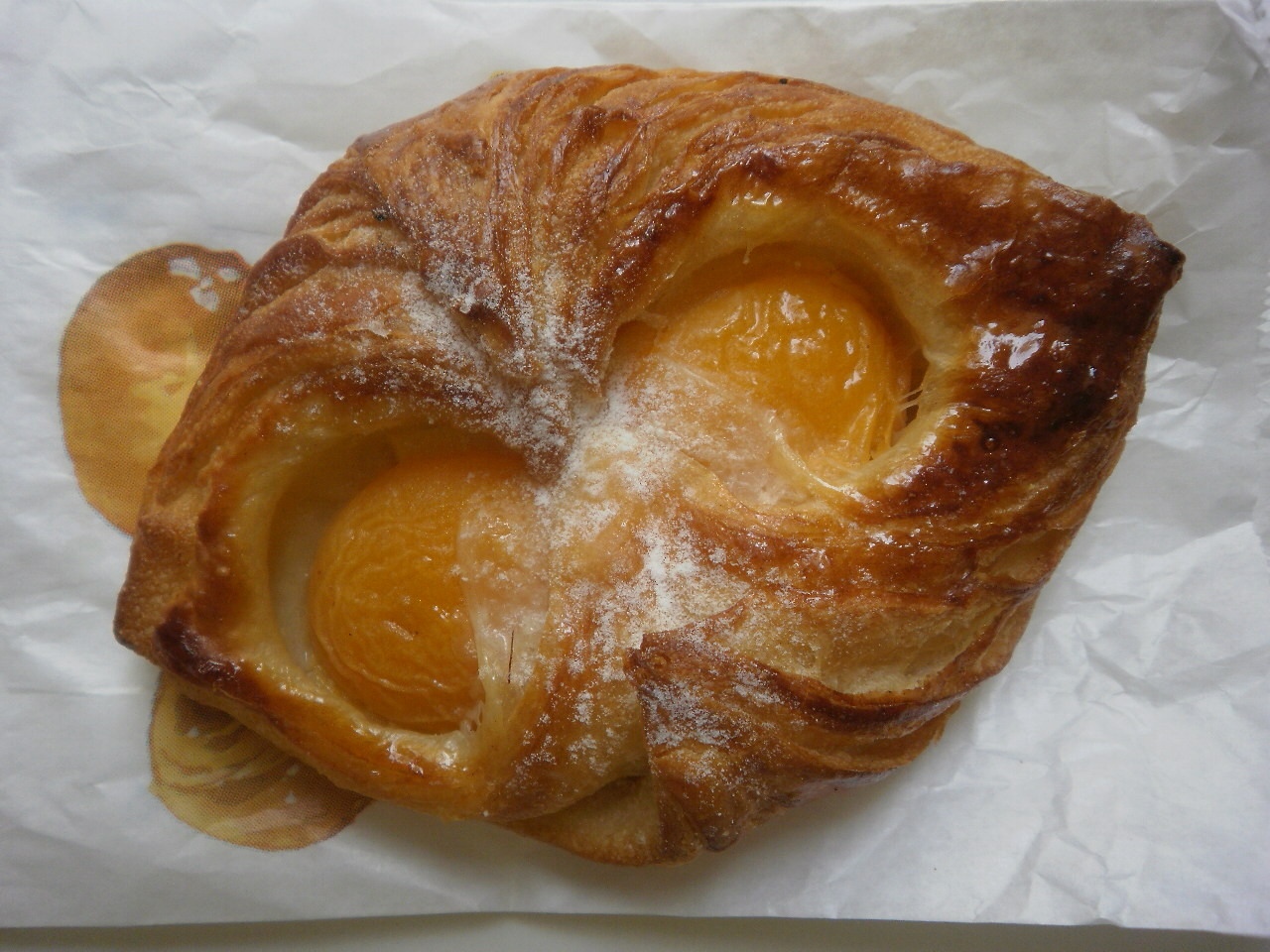
Oranais, célèbre en Algérie

La pâtisserie algérienne est une pâtisserie qui repose sur des spécialités ancestrales nées dans les plus anciennes villes du pays (Alger, Annaba, Béjaïa, Constantine, Médéa, Blida, Miliana, Tlemcen…). L'histoire que connut l'Algérie a fait de la pâtisserie algérienne, une pâtisserie riche et variée. Celle-ci a subi une vaste influence de certaines régions du monde notamment d'Andalousie avec la venue des maures, du Moyen-Orient lors de la conquête islamique mais aussi par la présence ottomane et française. 

## Pâtisserie algéroise
La pâtisserie algéroise se caractérise par ses couleurs très vives, ainsi que par son sens du détail très modélisé et souvent symbolique (kaaks, knidliettes, el yasmina, dziriette, mekrout ellouz, m'khabez…)
Ses déclinaisons marquent les étapes importantes  de la vie des jeunes femmes algéroises (mariage, etc.) avec une symbolique à la fois nominative et visuelle.

## Pâtisseries
(février 2014).
Voici une liste englobant les pâtisseries algériennes :

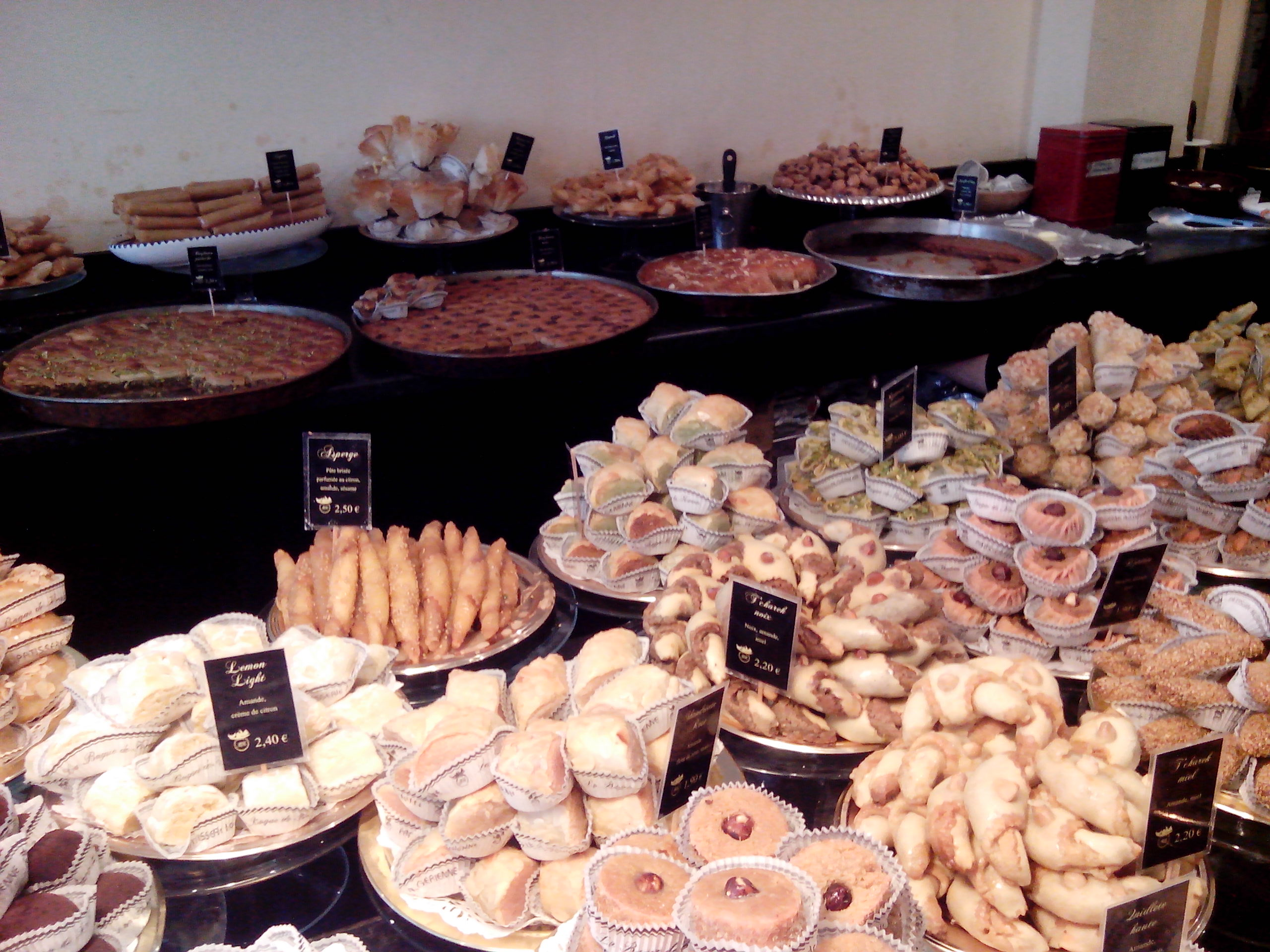
Pâtisserie fine algérienne dans une boutique parisienne

Cette liste est non exhaustive
- Arayech
- Baghrir
- Bakhsiss el louz
- Baklawa
- Basboussa
- Boussou la tmessou
- Bniwen
- Bradj
- Chamiates
- Cornet algérois
- Cornes de gazelle
- Chapeaux algérois
- Chrik
- Dziriette
- El yasmina
- Enveloppes algéroises
- Fanid
- Fruit en pâte d'amande
- Ghribia
- Griwèche
- Hrissa
- Halwet el Tabâr
- Halwa chamia
- Halwat el louz
- Halwat Lar3ass
- Halwat R'roum
- Kâak m'saker
- Kaâk nekkache
- Kâak tlemceni
- Kalb el louz
- Khobizet ketayef
- K3ikaat betalya
- Knidlete
- Ktaifs
- Khringo
- Khobzet tounes
- Khfif
- Kronfla
- Les mauresques
- Loqma ou lokmat el kadi
- Lamona- Khobz soltani
- Mlawi Hawzi
- Makroud
- Makroud coucha
- Makrout El Louz
- Makroud lassel
- Makrout prestige
- M'bardjette
- M'chekek
- M'chewek
- M'chekla
- Mkirett
- Mtakba
- Mlawwen
- Msemen
- Mkarkchet
- Mlewwez
- M'ghabar
- M'hancha
- M'khabez
- M'kiadettes
- Montecaos
- Mouskoutchou
- Nakhla
- Qmirates
- Rezmet laaroussa
- Rfiss
- Rakhssass
- Samsa
- Sbé'at laroussa
- Sfenj
- Skendriette
- Skikrate
- Tamina
- Tahboult
- Tcharak
- Tcharak aryane
- Tcharak msaker
- Tcharak menkouche
- Tighrifin
- Torno
- Wahraniette
- Wdinet el kadi
- Zlabiya
- Zlabiya Boufarique